# John Lubbock
O Muito Honorável John Lubbock, 1.º Barão Avebury PC FRS DCL LLD (Londres, 30 de abril de 1834 — Broadstairs, 28 de maio de 1913), conhecido por Sir John Lubbock, 4.º Baronete de 1865 até 1900, foi um banqueiro, político liberal, filantropo, cientista e polímata inglês.
Banqueiro vitoriano e visionário, vizinho e amigo de Charles Darwin, instigou reformas financeiras - chave, um membro liberal do Parlamento Britânico que apresentou a primeira legislação para proteção de monumentos antigos e férias em bancos (públicos), um botânico e entomologista com muitas publicações científicas em seu nome.
Escreveu sua obra prima que se tornaria um best-seller vitoriano e um livro didático padrão para quem se interessava pela história natural - Prehistoric Times, sua última edição (7a.) datando de 1913. Obra pioneira, uma das primeiras a rejeitar a cronologia bíblica que dizia que o mundo teria uns meros 6 mil anos: introduziu os termos paleolítico e neolítico, Velha e Nova Idades da pedra, hoje reconhecidas como períodos-chave do passado pré-histórico.

## Vida e Infância
John Lubbock nasceu em 1834, filho de Sir John Lubbock, terceiro baronete, banqueiro de Londres, e foi criado na casa da família de High Elms Estate, perto de Downe, em Kent. A família tinha duas casas, uma na Eaton Place, 29, Belgrave Square, onde John nasceu e outra em Mitcham Grove. Lubbock estudou matemática na Universidade de Cambridge e escreveu sobre probabilidade e astronomia. Membro da Royal Society, ele esteve profundamente envolvido nos debates científicos da época, além de servir como vice-chanceler da Universidade de Londres. Em 1842, seu pai trouxe para casa uma "grande notícia": o jovem Lubbock disse mais tarde que inicialmente pensava que a notícia poderia ser de um novo pônei e ficou desapontado ao saber que Charles Darwin estava se mudando para Down House. na vila. O jovem logo foi um visitante frequente de Down House, e tornou-se o mais próximo dos amigos mais jovens de Darwin. O relacionamento deles estimulou a paixão do jovem Lubbock pela ciência e pela teoria da evolução. A mãe de John, Harriet, era profundamente religiosa.
Em 1845, Lubbock começou os estudos no Eton College e, após a formatura, foi contratado pelo banco de seu pai (que mais tarde fundiu com a Coutts & Co), do qual se tornou sócio aos 22 anos. Por volta de 1852, ele ajudou a pesquisa de Darwin examinando e ilustrando cracas. Em 1865, ele conseguiu o baronete.

## Política e negócios
No início da década de 1870, Lubbock tornou-se cada vez mais interessado em política. Em 1870, e novamente em 1874, ele foi eleito membro do Parlamento Liberal do Parlamento (Maidstone). Ele perdeu o cargo na eleição de 1880, mas foi eleito membro da Universidade de Londres, da qual ele era vice-chanceler desde 1872. Como deputado, Lubbock teve uma carreira política distinta, com quatro agendas políticas principais: promoção do estudo da ciência nas escolas primárias e secundárias; a dívida nacional, o livre comércio e questões econômicas relacionadas; proteção de monumentos antigos; garantia de férias adicionais e menor tempo de trabalho para as classes trabalhadoras. Ele foi bem-sucedido com várias promessas no parlamento, incluindo a Lei de Feriados Bancários de 1871 e a Lei de Monumentos Antigos de 1882, juntamente com outros 28 atos do Parlamento. Quando os liberais se separaram, em 1886, da questão do Irish Home Rule, Lubbock se juntou ao Partido Liberal Unionista separatista, em oposição ao domínio dos lares irlandeses. Um defensor proeminente da Sociedade Estatística, ele participou ativamente da crítica à invasão do comércio municipal e ao aumento da dívida municipal. Os pensamentos de Lubbock sobre a natureza e o valor da política foram profundamente influenciados por sua pesquisa científica, particularmente por seus escritos sobre a sociedade humana primitiva. Ele acreditava que os fundamentos cognitivos da moralidade poderiam ser moldados através da economia política, particularmente através de um sistema nacional de educação que implementasse assuntos mandatados pelo Estado. Ele sustentou que as mentes das crianças poderiam ser moldadas na direção da democracia, liberalismo e moralidade, aprendendo a ler e escrever. Para esse objetivo, ele foi um forte defensor da lei nacional de educação de 1871 e defendeu a introdução do currículo nacional durante as décadas de 1870 e 1880. 

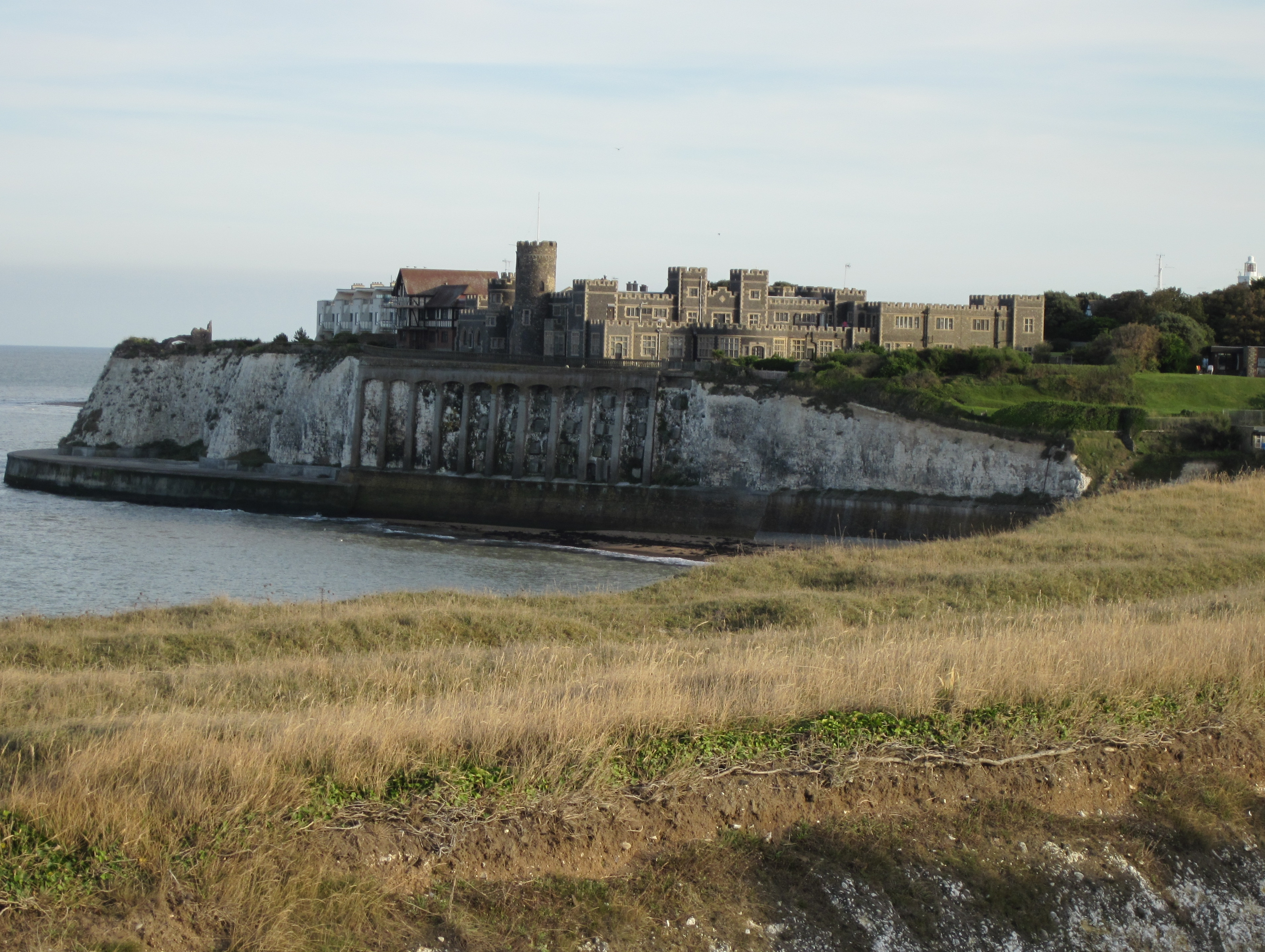
O Castelo de Kingsgate, em Kent, foi reconstruído por Lord Avebury

Em 1879, Lubbock foi eleito o primeiro presidente do Instituto de Banqueiros. Em 1881, ele foi presidente da Associação Britânica e de 1881 a 1886, presidente da Sociedade Linnean de Londres. Em março de 1883, ele fundou o Bank Clerks Orphanage, que em 1986 se tornou o Fundo Benevolente dos Banqueiros - uma instituição de caridade para funcionários de bancos, passado e presente, e seus dependentes. Em janeiro de 1884, ele fundou a Sociedade de Representação Proporcional, que mais tarde se tornaria a Sociedade de Reforma Eleitoral. O castelo de Kingsgate, em Kent, foi reconstruído por Lord Avebury. Caricatura de Punch, 1882 Em reconhecimento às suas contribuições para as ciências, Lubbock recebeu diplomas honorários das universidades de Oxford, Cambridge (onde foi professor da Rede em 1886), Edimburgo, Dublin e Würzburg; e foi nomeado administrador do Museu Britânico em 1878. Ele recebeu a Ordem Alemã Pour le Mérite de Ciência e Artes em agosto de 1902.
De 1888 a 1892, ele foi presidente da Câmara de Comércio de Londres e mais tarde foi presidente da Associação de Câmaras de Comércio do Reino Unido. Nas políticas locais, ele foi vice-presidente de 1889 a 1890 e de 1890 a 1892, presidente do Conselho do Condado de Londres. Em fevereiro de 1890, ele foi nomeado conselheiro particular; e foi presidente do comitê de design da nova cunhagem de moedas em 1891. Em 22 de janeiro de 1900, ele foi elevado à categoria como Baron Avebury, de Avebury, no condado de Wiltshire, seu título comemorando o maior site da Idade da Pedra na Grã-Bretanha, que ele ajudou a preservar. (Ele o comprou em 1871, quando o local estava ameaçado de destruição.) Ele foi presidente da Royal Statistical Society de 1900 a 1902. Em novembro de 1905, Lord Avebury, juntamente com Lord Courtney de Penwith, fundou um Comitê de Amizade Anglo-Alemão que procurava neutralizar a influência do partido de guerra britânico, cuja propaganda antialemã estava no auge e facilitar o caminho para relações mais amigáveis entre a Inglaterra e a Alemanha.
A citação "Podemos sentar em nossa biblioteca e ainda estar em todos os cantos da terra" é frequentemente atribuída a Lubbock. Essa variação aparece em seu livro Os prazeres da vida.